# Liepona
Die Liepona (russisch Лепона Lepona), deutsch Lepone, ist ein 35 km langes Flüsschen, das auf 22,9 km Länge die Grenze zwischen Litauen im Osten und der russischen Oblast Kaliningrad im Westen bildet. Sie entspringt ca. 20 km nördlich des Wystiter Sees und fließt nach Norden, bis sie in die Širvinta kurz vor deren Einmündung in die Šešupė mündet.
Als Grenzgewässer dient die Lepone bereits seit dem frühesten Mittelalter, damals zwischen Deutschem Orden im Westen und Litauen im Osten.
Der Name leitet sich vom litauischen liepa „Linde“ her. Dazu ist der russische Name eine Übersetzung.